# Любашова
Любашова (пол. Lubaszowa) — остановочный пункт в селе Любашова в гмине Тухув, в Малопольском воеводстве Польши. Имеет 1 платформу и 1 путь.
Остановочный пункт железной дороги (платформа) на линии Тарнув — Лелюхув, построен в 1950 году.